# Alfred Regnault
Alfred Nicolas Regnault est un homme politique français né le 19 juin 1843 à Périers (Manche) et décédé le 12 juillet 1923 à Périers.
Propriétaire à Périers, il est maire de la ville de 1873 à 1923 et conseiller général du canton de Périers de 1871 à 1923. Il est député de la Manche de 1881 à 1885 (IIIe législature, Union des droites) et de 1893 à 1902 (VIe et VIIe législatures, Républicains progressistes).

## Famille
Il est le fils de Gustave Nicolas Regnault de Prémarais (1805-1860), docteur en médecine, maire de Périers (Manche) de 1839 à 1860, conseiller général de la Manche de 1852 à 1860, chevalier de la Légion d'honneur et de Laure Clémentine Poret (1819-1887).
Il épouse à Saint-Ébremond-de-Bonfossé (Manche) le 31 mars 1875 Mélite Anna Elizabeth Sanson de La Valesquerie (1854-1880), fille de Daniel Dumanoir Sanson de La Valesquerie (1813-1888), propriétaire du château de La Motte à Saint-Ébremond-de-Bonfossé et d'Elizabeth Jane Gauthier (1833-1894).

## Postérité
De son mariage avec Mélite Sanson de La Valesquerie naissent deux filles :
1- Jeanne Henriette Aline Regnault (1876-1962), l'une des premières femmes politiques élues de sa génération. Célibataire.
2- Louise Mélite Elisabeth Regnault (1880-1942), épouse, en 1902 à Paris XVIe, de Victor Eugène Schmitt (1874-1917), ingénieur des Arts et Manufactures, dont deux fils.

## Sources
- « Alfred Regnault », dans le Dictionnaire des parlementaires français (1889-1940), sous la direction de Jean Jolly, PUF, 1960 [détail de l’édition]